# Burnin'
Burnin' (pogovorno angleško Gorênje) je album roots reggaeja skupine The Wailers, izdan leta 1973. Je četrti album, ki so ga skupaj posneli Bob Marley, Peter Tosh in Bunny Wailer (po njem sta Peter Tosh in Bunny Wailer nadaljevala solo kariero, nastala pa je nova skupina – Bob Marley and the Wailers (BMW)).
Burnin' se začne z znano uporniško pesmijo »Get Up, Stand Up« in je na tudi splošno bolj uporniški od prejšnjih albumov. Pesem »I Shot the Sheriff« je postala pravi hit leta 1974 s priredbo Erica Claptona. Skladbe »Duppy Conqueror«, »Small Axe« in »Put It On« pa so bile objavljene že na prejšnjih albumih.
Burnin' se je uvrstil na 151. in 41. mesto na lestvicah Billboard's Pop Albums in Black Albums. Leta 2003 je bil album uvrščen na 319. mesto na seznamu petstotih najboljših albumov po reviji Rolling Stone, leta 2007 pa ga je ameriška Kongresna knjižnica uvrstila v Narodni register posnetkov kot »kulturno, zgodovinsko ali estetsko pomemben« posnetek.

## Seznam pesmi

### Stran 1
1. »Get Up, Stand Up« – 3:20
2. »Hallelujah Time« – 3:31
3. »I Shot the Sheriff« – 4:41
4. »Burnin' And Lootin« – 4:16
5. »Put It On« – 4:06

### Stran 2
1. »Small Axe« – 4:00
2. »Pass It On« – 3:32
3. »Duppy Conqueror« – 3:44
4. »One Foundation« – 3:20
5. »Rastaman Chant« – 3:43

## Izvajalci
- Bob Marley - kitara, vokal
- Aston Francis »Family Man« Barrett - bas kitara, kitara
- Carlton »Carlie« Barrett - bobni
- Chris Blackwell - producent
- Earl »Wya« Lindo - klaviature
- Bunny Livingston (z vzdevkom Bunny Wailer)
- Peter Tosh
- Tony Platt - inženir
- Phill Brown - inženir